# 揖斐川町立小島中学校
揖斐川町立小島中学校（いびがわちょうりつ おじまちゅうがっこう）は、かつて岐阜県揖斐郡揖斐川町にあった公立中学校。

## 概要
- 旧・小島村の中学校であった。1953年から1960年までは小島小学校に併設され、小島小中学校とも称した。
- 跡地は小島小学校の敷地の一部となっている。

## 沿革
- 1947年（昭和22年）4月1日 - 小島村立小島中学校として開校。久瀬村の三倉地区を委託される。
- 1949年（昭和24年）10月 - 校舎が完成。
- 1953年（昭和28年）4月 - 小島小学校に併設される。
- 1955年（昭和30年）4月1日 - 揖斐町、北方村、大和村、清水村、小島村が合併し、揖斐川町が発足。同時に揖斐川町立小島中学校に改称する。
- 1957年（昭和32年）4月 - 久瀬村の三倉地区の委託を解消する。
- 1959年（昭和34年）4月 - 和田地区が小島中学校校区から揖斐中学校校区に移る。
- 1960年（昭和35年）9月 - 揖斐川町立揖斐川中学校に統合され廃校。教室不足のため、旧・小島中学校を揖斐川中学校小島教室とする。
- 1961年（昭和36年）4月 - 小島教室を廃止。